# 嚴守田
嚴守田，仁和人，清朝政治人物。举人出身。
乾隆五十二年（1788年），擔任清朝廣州府南海縣知縣。后由趙鴻文接任。